# Facultad de Ciencias Económicas y Empresariales (Universidad de Navarra)
La Facultad de Ciencias Económicas y Empresariales de la Universidad de Navarra nació en 1987 y está situada en el campus de Pamplona. Este centro ofrece la posibilidad de estudiar nueve títulos de grado, cinco de ellos bilingües, y todos adaptados al Espacio Europeo de Educación Superior. 
Desde septiembre de 2009 se puso en marcha el nuevo plan Bolonia y en el curso 2012/2013 se inauguró un nuevo edificio para la Facultad en el campus de Pamplona.

## Titulaciones

### Grado
- ADE + General Management and Strategy
- ADE + Innovation and Entrepreneurship
- ADE + Finance and Accounting
- ADE + Data Analytics
- Economía + International Economics and Finance
- Economía + Data Analytics
- Economía + Governance
- Doble grado en Economía + Derecho
- Doble grado en Administración y Dirección de Empresas + Derecho.

### Titulaciones propias
La Facultad de Ciencias Económicas y Empresariales ha implementado cuatro perfiles dentro del plan de estudios de los nuevos grados: 
- Contabilidad y finanzas
- Dirección de negocios
- Economía y finanzas internacionales
- Economía política

### Posgrado
- Sostenibilidad
- Dirección de Personas en las Organizaciones
- Banca y Regulación Financiera
- Gobierno y Cultura de las Organizaciones
- Economía y Finanzas